# 알프스 전기 주식회사
알프스 전기 주식회사(ALPS ELECTRIC CO., LTD)는 전자부품, 음향기기등을 제조판매하는 일본의 다국적기업이다.

## 알프스 전기 그룹
- 알파인 [깨진 링크(과거 내용 찾기)]
- 알프스 물류
- 알프스 시스템 인테그레이션
- 알프스 전자